# 加尔加佐内
加尔加佐内（義大利語：Gargazzone），是意大利北部博尔扎诺-上阿迪杰自治省的一个市镇，位于其省会博尔扎诺的西北方约15公里处。ISTAT代码为021035。

## 地理
于2010年11月30日的人口总计为1,639人，人口密度334.5人/平方公里，总面积4.9平方公里。